# Quand le rideau tombe
Pour plus de détails, voir Fiche technique et Distribution.
Quand le rideau tombe (The Velvet Touch) est un film américain en noir et blanc réalisé par Jack Gage (director) (en), sorti en 1948.

## Synopsis
La vedette de Broadway, Valerie Stanton, tue accidentellement son producteur et ancien amant, Gordon Dunning lors d'une dispute au sujet de la direction que devrait prendre sa carrière. Il s'attendait à ce qu'elle signât pour sa prochaine production d'une comédie légère pour laquelle il est connu, alors qu'elle souhaitait un rôle plus sérieux. Valerie décide d'essayer de cacher son méfait. 
Les autres personnages de l'intrigue sont : Michael Morrell, le nouveau petit ami de Valérie ; l'actrice de soutien Marian Webster, accusée à tort d'avoir commis le crime de Valérie ; le capitaine de police Danbury, qui en sait peut-être plus qu'il n'est prêt à divulguer.

## Fiche technique
- Titre original : The Velvet Touch
- Réalisation : Jack Gage (director) (en)
- Scénario : Walter Reilly d'après une pièce de Leo Rosten, et une histoire de William Mercer et Annabel Ross
- Musique : Leigh Harline
- Photographie : Joseph Walker
- Montage : Chandler House
- Société de production : Independent Artists, Ltd.
- Société de distribution : RKO Radio Pictures
- Pays de production : États-Unis
- Langue d'origine : anglais américain
- Format : noir et blanc
- Genre : thriller psychologique
- Durée : 100 minutes
- Dates de sortie :
  - États-Unis : 13 juillet 1948
  - France : 26 mai 1950

## Distribution
- Rosalind Russell : Valérie Stanton
- Leo Genn : Michael Morrell
- Claire Trevor : Marian Webster
- Sydney Greenstreet : le capitaine Danbury
- Leon Ames : Gordon Dunning
- Frank McHugh : Ernie Boyle
- Walter Kingsford : Peter Gunther
- Dan Tobin : Jeff Trent
- Lex Barker : Paul Banton
- Nydia Westman : Susan Crane
- Theresa Harris : Nancy
- Russell Hicks : "Juge Brack"
- Irving Bacon : Herbie
- Esther Howard : Pansy Dupont
- Harry Hayden : M. Couch